# Reinaldo Arenas
Reinaldo Arenas (Oriente, 16 juli 1943 - New York, 7 december 1990) was een Cubaanse romanschrijver, dichter, toneelschrijver en dissident. Aanvankelijk was hij een fervent aanhanger van Fidel Castro en de Cubaanse Revolutie van 1959, maar gaandeweg keerde hij zich sterk af van de politiek van Cuba.

## Biografie
Arenas werd geboren in een landelijke omgeving van de Cubaanse provincie Oriente. Hij verhuisde op jonge leeftijd naar Holguín en vervolgens naar Havana, waar hij zich inschreef aan de Faculteit der Letteren van de Universiteit van Havana. Hij studeerde aldaar filosofie en literatuur, maar zonder hierin een graad te verkrijgen. Na het afronden van zijn studie begon hij te werken aan de Biblioteca Nacional José Martí, waar zijn talent op begon te vallen. Hij kreeg verschillende prijzen van de Nationale unie van schrijvers en artiesten van Cuba (UNEAC).
In 1967 kwam hij - vanwege zijn literaire werken en openlijke homofilie - in aanvaring met de communistische Cubaanse regering. Hij ging weg bij de Biblioteca Nacional en werkte tot 1968 voor het Cubaans Boek Instituut. Van 1968 tot 1974 was hij werkzaam als redacteur voor het literaire tijdschrift La Gaceta de Cuba.
In 1973 belandde hij in de gevangenis, na te zijn veroordeeld wegens zijn "ideologische afwijkingen" en het zonder officiële toestemming publiceren in het buitenland. Hij slaagde erin te ontsnappen en probeerde Cuba te ontvluchten, maar dit mislukte; hij werd opnieuw gearresteerd in de buurt van het Lenin Park en opgesloten in het Castillo de los Tres Reyes Magos del Morro. Ook hier ging hij nog door met schrijven en hielp zijn medegevangenen met het schrijven van brieven. Toen hij zijn werk echter de gevangenis uit probeerde te smokkelen werd dit ontdekt, waarna hij zwaar werd gestraft, met de dood bedreigd en gedwongen zijn eigen werk in te trekken. In 1976 kwam hij uiteindelijk vrij. In 1980 vluchtte hij met de Mariel-exodus mee naar de Verenigde Staten.
In 1987 werd bij Arenas aids vastgesteld. Hij bleef nog enkele jaren doorgaan met het begeleiden van Cubaanse schrijvers in ballingschap, onder wie John O'Donnell-Rosales, totdat hij op 7 december 1990 zelfmoord pleegde door een overdosis drugs en alcohol in te nemen. In een afscheidsbrief verklaarde hij dat hij - vanwege zijn slechte gezondheidstoestand en een ernstige depressie - zich niet langer in kon zetten voor de Cubaanse vrijheid.

## Literaire werken
- El Mundo Alucinante (1966)
- Con los ojos cerrados (1972)
- La vieja Rosa (1980)
- El central (1981)
- Termina el desfile (1981).
- Arturo, la estrella más brillante (1984)
- Cinco obras de teatro bajo el título Persecución (1986)
- Necesidad de libertad (1986)
- La Loma del Angel (1987)
- Cantando en el pozo (1982)
- El color del verano (1982)
- El palacio de las blanquisimas mofetas (1982)
- Otra vez el mar ' (1987)
- El portero (1987)
- Voluntad de vivir manifestándose (1989)
- El Asalto (1990)
- Viaje a La Habana (1990)
- Final de un cuento (El Fantasma de la glorieta) (1991)
- Antes que anochezca (1992), een autobiografie
- Adiós a mamá (1996)
- Mona and Other Tales (2001)
- Pentagonia, een bundeling van vijf van Arenas' andere romans over het Cuba van na de revolutie

- Bibsys: 90254339
- Biblioteca Nacional de España: XX1719856
- Bibliothèque nationale de France: cb11889061q (data)
- Catàleg d'autoritats de noms i títols de Catalunya: 981058511497806706
- CiNii: DA01830954
- Digitale Bibliotheek voor de Nederlandse Letteren: aren050
- Gemeinsame Normdatei: 118848143
- International Standard Name Identifier: 0000 0001 2117 792X
- Library of Congress Control Number: n50023616
- Bibliotheek van het Japanse parlement: 00462438
- Nationale Bibliotheek van Tsjechië: jn20000600363
- Nationale bibliotheek van Australië: 35007877
- Nationale Bibliotheek van Israël: 987007257971705171
- Nationale Bibliotheek van Polen: a0000001801236
- Nationale en Universitaire bibliotheek Zagreb: 000161821
- Nederlandse Thesaurus van Auteursnamen: 069220603
- Istituto Centrale per il Catalogo Unico: MILV054533
- LIBRIS: 258269
- SNAC: w6v150zc
- Système universitaire de documentation: 026689898
- Trove: 787747
- Virtual International Authority File: 2465710
- WorldCat: E39PBJjhwJtvhV9Y8xMRmjGCQq